# Flèche de Heist 2023
La 66e édition de la Flèche de Heist (en néerlandais : Heylen Vastgoed Heistse Pijl), une course cycliste masculine sur route, a lieu en Belgique le 3 juin 2023. L'épreuve se dispute sur 198,7 kilomètres entre Vosselaar et Heist-op-den-Berg, dans la province d'Anvers. Elle fait partie du calendrier UCI Europe Tour 2023 en catégorie 1.1.
Elle est remportée par le Néerlandais Olav Kooij (Jumbo-Visma).

## Équipes participantes
| WorldTeams (8)- Soudal Quick-Step - AG2R Citroën Team - Alpecin-Deceuninck - Bora-Hansgrohe - Cofidis - Jumbo-Visma - Arkéa-Samsic - Team DSM ProTeams (5)- Bingoal WB - Lotto Dstny - Team Flanders-Baloise - TotalEnergies - Uno-X Pro Cycling Team Équipes continentales (6)- Beat Cycling Club - Allinq Continental Cycling Team - Matériel-vélo.com - Metec-Solarwatt p/b Mantel - Team Coop-Repsol - Baloise Trek Lions UCI Women's WorldTeam- Human Powered Health Unknown team category- Pauwels Sauzen-Vastgoedservice |
| |

## Classements

### Classement final
| Pos. | Coureur            | Équipe              | Temps    |
| ---- | ------------------ | ------------------- | -------- |
| 1    | Olav Kooij         | Jumbo-Visma         | 4h19'13" |
| 2    | Jordi Meeus        | Bora-Hansgrohe      | m.t.     |
| 3    | Robbe Ghys         | Alpecin-Deceuninck  | m.t.     |
| 4    | Bert Van Lerberghe | Soudal Quick-Step   | m.t.     |
| 5    | Pierre Gautherat   | AG2R                | m.t.     |
| 6    | Erlend Blikra      | Uno-X               | m.t.     |
| 7    | Marc Sarreau       | AG2R                | m.t.     |
| 8    | Jens Reynders      | Israel-Premier Tech | m.t.     |
| 9    | Matteo Malucelli   | Bingoal WB          | m.t.     |
| 10   | Piet Allegaert     | Cofidis             | m.t.     |

| \| Classement général \| Classement général \| Classement général \| Classement général \| Classement général \| \| Coureur \| Coureur \| Pays \| Équipe \| Temps \| \| ------------------ \| ------------------ \| ------------------ \| ------------------ \| ------------------ \| |         |      |        |       |
| |         |      |        |       |
| Source : ProCyclingStats |         |      |        |       |
| Classement général |         |      |        |       |
| Coureur | Coureur | Pays | Équipe | Temps |

### Classements UCI
La course attribue des points au classement mondial UCI 2023 selon le barème suivant :
| Position           | 1er | 2e | 3e | 4e | 5e | 6e | 7e | 8e | 9e | 10e | 11e | 12e | 13e à 15e | 16e à 25e |
| Classement général | 125 | 85 | 70 | 60 | 50 | 40 | 35 | 30 | 25 | 20  | 15  | 10  | 5         | 3         |